# 大列奇耶 (鄂木斯克州)
大列奇耶（羅馬化：Bolʹsherechʹye）是俄罗斯鄂木斯克州的工人村（市级镇）、大列奇耶区行政中心及规模最大聚居地，地处鄂木斯克州东部，位于鄂毕河流域额尔齐斯河畔，在州府鄂木斯克东北方。
该地2021年人口有10,424人；2010年人口11,271；2002年人口12,361；1989年人口12,477。